# Periclimenaeus gorgonidarum
Periclimenaeus gorgonidarum är en kräftdjursart som först beskrevs av Heinrich Balss 1913.  Periclimenaeus gorgonidarum ingår i släktet Periclimenaeus och familjen Palaemonidae. Inga underarter finns listade i Catalogue of Life.